# The Feeding
The Feeding es el tercer álbum de estudio de la banda americana de metal American Head Charge.

## Información del álbum
The Feeding fue grabado después de un exilio de dos años, y con la banda experimentando tumultos internos y problemas personales. Es el único álbum con Bryan Ottoson en la guitarra. La canción "Cowards", aparece en el álbum recopilatorio de Ultimate Fighting Championship, Ultimate Beatdowns Vol. 1.

## Recepción
The Feeding vendió más de 100,000 copias y recibió críticas positivas.

## Lista de canciones
| The Feeding |                                                          |          |  |
| N.º         | Título                                                   | Duración |  |
| 1.          | «Loyalty»                                                | 3.27     |  |
| 2.          | «Pledge Allegiance»                                      | 3:23     |  |
| 3.          | «Dirty»                                                  | 3:27     |  |
| 4.          | «Ridicule»                                               | 4:48     |  |
| 5.          | «Take What I've Taken»                                   | 4:43     |  |
| 6.          | «Leave Me Alone»                                         | 3:00     |  |
| 7.          | «Walk Away»                                              | 3:38     |  |
| 8.          | «Erratic»                                                | 3:22     |  |
| 9.          | «Fiend»                                                  | 4:20     |  |
| 10.         | «Cowards»                                                | 2:51     |  |
| 11.         | «To Be Me»                                               | 4:43     |  |
| 12.         | «Downstream» (Bonus track de la versión de Reino Unido.) | 3:52     |  |

## Videoclips
| Fecha de lanzamiento | Canción | Director   | Discográfica                     | Información adicional                        |
| -------------------- | ------- | ---------- | -------------------------------- | -------------------------------------------- |
| 2004                 | Loyalty | Mike Sloat | DRT Entertainment/Nitrus Records | Primer videoclip de "The Feeding"            |
| 2004                 | Cowards | XDOANEX    | DRT Entertainment/Nitrus Records | Participa el campeón de la UFC Chuck Liddell |

## Personal
- Cameron Heacock - Voces
- Chad Hanks - Bajo
- Justin Fouler - Sintetizadores, teclados
- Bryan Ottoson - Guitarra
- Chris Emery - Batería
- Karma Singh Cheema - Guitarra

### Créditos
- Greg Fidelman - Productor, ingeniero, Guitarra adicional
- Dan Monti - Editor, Ingeniero
- Cesar Ramirez - Ingeniero asistente
- Louie Teran - Mezcla
- Mauro Rubbi - Guía batería
- Christine Fiene - Coordinador del proyecto
- Gary Richards - Mánager
- Dustin Fildes - Portada
- James Killingsworth - Inspiración